# Никитченко, Ангелина
Ангелина Никитченко (род. в г Москва, Россия)— российская оперная певица (сопрано).

## Биография и артистическая карьера
Родилась в Москве. После окончания музыкальной школы по классу фортепиано поступила в Московский областной колледж им. Скрябина на фортепианное отделение.
В 2011 г. закончила Российскую академию музыки им. Гнесиных. В оперной студии РАМ им. Гнесиных участвовала в постановке оперы Моцарта «Свадьба Фигаро» (партия Графини).
С октября 2011 г. — артистка Молодежной оперной программы  Большого театра. 
Роли в Большом: Первая дама («Волшебная флейта» В.А. Моцарта), Поля ,Кума(«Чародейка» П. Чайковского), Николетта ("Любовь к трём апельсинам "С.Прокофьева), Графиня ("Свадьба Фигаро" В.Моцарта)
В 2012 г. дебютировала в  Латвийской Национальной опере (Татьяна, «Евгений Онегин»).

## Награды
Лауреат Межрегионального конкурса юных вокалистов в г. Видное (III премия). 
Лауреат Международного конкурса молодых вокалистов «Орфей» (III премия, Волгоград, 2006 г.). 
Лауреат Московского фестиваля студенческого творчества (2008 г.). 
Лауреат Международного конкурса «Musica classica» (II премия, Руза, 2009 г.). 
Финалистка  Международного конкурса имени П. И. Чайковского и Международного конкурса вокалистов имени Франсиско Виньяса в Барселоне (2011 г.).